# Filopemene
Filopemene (in greco antico: Φιλοποίμην?, Philopòimen, a sua volta da Φίλος, Philos, "amico" e ποίμην, poimēn, "pastore", lett. "amico dei pastori"; Megalopoli, 253 a.C. – Messene, 183 a.C.) è stato un militare greco antico, stratego della lega achea per otto volte.
Combatté a fianco dei Macedoni contro il re di Sparta Cleomene III nella battaglia di Sellasia (222 a.C.) e successivamente vinse il tiranno spartano Macanida a Mantinea (207 a.C.).
Fu un fautore dell'unità del Peloponneso e della sua neutralità nella lunga guerra tra i macedoni e i romani, fino alla vittoria di questi ultimi a Cinocefale (197 a.C.).
Dopo aver combattuto come mercenario a Creta (199 a.C.-193 a.C.), nel 192 a.C. vinse Nabide, successore di Macanida (188 a.C.), e nel 188 a.C. conquistò e sottomise Sparta instaurandovi un regime filo-acheo ed abrogando la legge di Licurgo. Nel tentativo di reprimere tempestivamente la successiva ribellione di Messene alla lega achea, Filopemene fu catturato e, una volta imprigionato, fu costretto al suicidio (183 a.C.).
Alla guida della lega achea gli succedette Licorta, il padre dello storico Polibio.
Plutarco ci testimonia che Filopemene, per l'ammirazione che suscitarono il suo coraggio e i suoi ideali di unità ed indipendenza, fu chiamato dai Romani "l'ultimo degli Elleni".

## Biografia

### Origini
Conosciamo da Plutarco il nome del padre di Filopemene, Craugi, un nobile di Megalopoli, che morì quando il figlio era in giovane età. Filopemene fu quindi cresciuto da un altro notabile della città arcade, Cleandro.
Plutarco tramanda che Filopemene era di carattere tanto semplice e modesto che una volta, recandosi a casa di un conoscente di Megara e non trovandolo in casa, fu scambiato dalla moglie di costui, per il suo abbigliamento e contegno, per un semplice attendente e non per lo stratego della lega achea qual era già al tempo, e fu mandato a spaccare la legna, cosa che Filopemene fece senza discutere.

### Battaglia di Sellasia

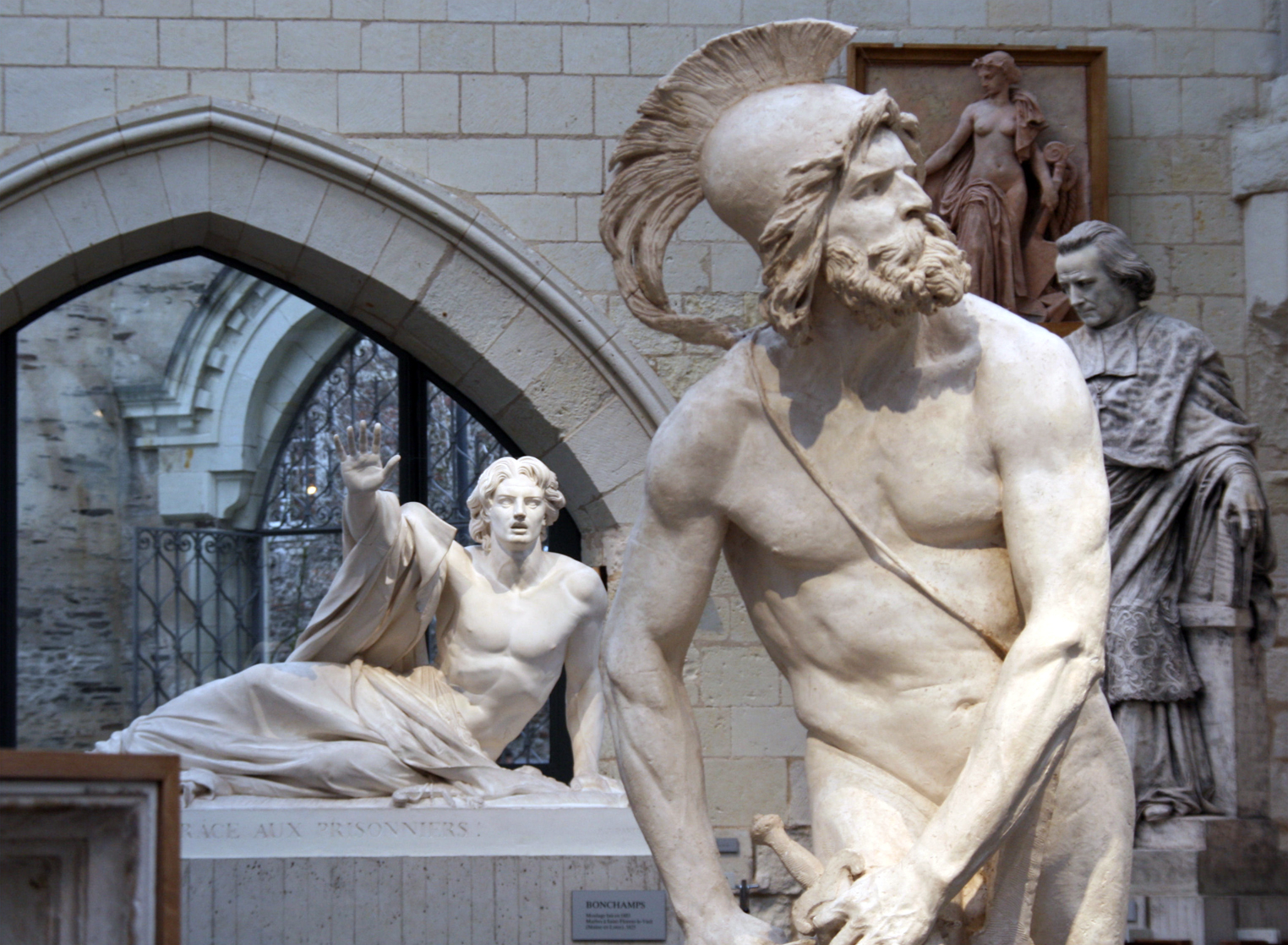
Filopemene ferito nella galleria dedicata a David d'Angers al Museo del Louvre

Nel 223 a.C. Megalopoli fu attaccata a sorpresa da Cleomene III, re di Sparta, che saccheggiò e devastò la città.
L'anno successivo (222 a.C.), Filopemene partecipò al fianco dell'esercito macedone alla Battaglia di Sellasia contro gli spartani, distinguendosi in modo particolare tanto da essere stato elogiato personalmente da Antigono III Dosone, re di Macedonia. Filopemene infatti, trafitto ad entrambe le cosce da un giavellotto, riuscì a spezzarlo e ad estrarlo dagli arti, lanciandosi poi all'assalto dei nemici nonostante le ferite.
Cleomene III uscì invece dalla battaglia duramente sconfitto, tanto che dovette fuggire in Egitto, abbandonando Sparta alla lega achea e ai macedoni.

### Battaglia di Mantinea
Successivamente, Filopemene trascorse alcuni anni a Creta, dove si era arruolato come mercenario. Tornato a Megalopoli, succedette ad Arato come stratego della lega achea, riformando l'armamento dell'esercito rendendolo più simile a quello macedone.
Nel 207 a.C. Filopemene, alla guida degli achei, affrontò e sconfisse a Mantinea l'esercito di Macanida, tiranno di Sparta, uccidendo personalmente in uno scontro a cavallo il comandante avversario, secondo quanto ci testimonia di Plutarco.

### Guerra contro Nabide
Nel 201 a.C. Nabide, succeduto a Macanida come tiranno di Sparta, occupò Messene e, secondo quanto ci riporta Plutarco, bastò solo che Filopemene, che in quell'anno non aveva nessuna carica militare o politica, guidasse l'esercito alla volta della città, per persuadere il tiranno a ritirarsi.
Dopo questi eventi, Filopemene tornò a prestare servizio come mercenario a Gortyna, nell'isola di Creta, e fece ritorno a Megalopoli solo dopo che il console Tito Quinzio Flaminino, entrato per la prima volta con le legioni romane in Grecia, ebbe definitivamente sconfitto i macedoni a Cinocefale (197 a.C.).
Nominato ancora stratego, Filopemene partecipò alla guerra contro Nabide al fianco dei romani, della lega etolica e di altre città stato greche. Dopo essere stato sconfitto nella battaglia navale di Gytheio, Filopemene riuscì ad avere la meglio su Nabide via terra e ad invadere la Laconia, costringendo il tiranno di Sparta ad arrendersi a Tito Quinzio Flaminino.

### Sottomissione di Sparta, ribellione di Messene e morte
Sparta fu annessa alla lega achea. Ad un tentativo di ribellione della città (188 a.C.), Filopemene rispose molto duramente, invadendo le città, abbattendo le mura, mandando a morte numerosi spartani e soprattutto abrogando, dopo più di sei secoli, la costituzione di Licurgo.
Nel 183 a.C., quando Filopemene era stratego per l'ottava volta, fu la città di Messene a ribellarsi alla lega achea. Filopemene, che si trovava ad Argo ammalato, si precipitò prima a Megalopoli e poi, raccolti alcuni cavalieri tra cui l'amico Licorta, si diresse verso la città ribelle.
Assalito a sorpresa dai nemici mentre era in viaggio, fu catturato e condotto in catene a Messene, dove fu rinchiuso in prigione. Dinocrate, il capo della ribellione, volendo prevenire le mosse dei megalopoliti che si stavano organizzando per chiedere la liberazione del loro generale, costrinse Filopemene a suicidarsi bevendo una tazza di veleno. Plutarco ci racconta che, prima di morire, Filopemene chiese al suo carnefice se Licorta e gli altri cavalieri si fossero salvati dall'imboscata e, avendo ricevuto una risposta affermativa, disse: «Mi dai dunque una buona notizia, se non tutto ci è andato male».
In seguito Licorta, succeduto a Filopemene nella carica di stratego, costrinse Messene alla capitolazione e mise a morte i fautori della ribellione. Dinocrate lo precedette di poco, suicidandosi a sua volta. Le ceneri di Filopemene furono portate a Megalopoli da Polibio, il futuro autore delle Storie, che era figlio di Licorta.